# Labidocera wollastoni
Labidocera wollastoni är en kräftdjursart som först beskrevs av Lubbock 1857.  Labidocera wollastoni ingår i släktet Labidocera och familjen Pontellidae. Arten är reproducerande i Sverige. Inga underarter finns listade i Catalogue of Life.